# Matisse Thuys
Matisse Thuys (24 januari 1998) is een Belgisch voetballer die als middenvelder speelt.

## Carrière
Matisse Thuys speelde in de jeugd van KRC Genk, wat hem in het seizoen 2017/18 aan MVV Maastricht verhuurt. Hij debuteerde op 18 augustus 2017, in de met 4-3 gewonnen thuiswedstrijd tegen Go Ahead Eagles. Hij kwam in de 90+3e minuut in het veld voor Marvin Ogunjimi. Thuys speelde zestien wedstrijden voor MVV. Aangezien Genk zijn aflopende contract niet verlengde, was Thuys sinds de zomer van 2018 clubloos. Een proefperiode bij TOP Oss leverde hem geen contract op. Eind augustus 2018 sloot hij aan bij ASV Geel, waar hij een seizoen speelde. Sinds 2019 speelt hij voor URSL Visé.

### Statistieken
| Seizoen                         | Club                  | Land           | Competitie             | Competitie | Competitie | Beker | Beker | Totaal | Totaal |
| Seizoen                         | Club                  | Land           | Competitie             | Wed.       | Dlp.       | Wed.  | Dlp.  | Wed.   | Dlp.   |
| ------------------------------- | --------------------- | -------------- | ---------------------- | ---------- | ---------- | ----- | ----- | ------ | ------ |
| 2017/18                         | → MVV Maastricht      | Nederland      | Eerste divisie         | 16         | 0          | 0     | 0     | 16     | 0      |
| 2018/19                         | AS Verbroedering Geel | België         | Eerste klasse amateurs | 28         | 3          | 0     | 0     | 28     | 3      |
| 2019/20                         | URSL Visé             | België         | Eerste klasse amateurs | 4          | 0          | 0     | 0     | 4      | 0      |
| Carrièretotaal                  | Carrièretotaal        | Carrièretotaal | Carrièretotaal         | 48         | 3          | 0     | 0     | 48     | 3      |
| Bijgewerkt op 27 september 2019 |                       |                |                        |            |            |       |       |        |        |